# Кувалдин, Александр Борисович
 Александр Борисович Кувалдин  (род. 29 декабря 1935, Москва) — специалист в области электронагревательных установок, доктор технических наук, профессор. Заслуженный деятель науки РФ. Действительный член Академии электротехнических наук (АЭН) РФ.

## Биография
Александр Борисович Кувалдин родился 29 декабря 1935 года в Москве. В 1953 году окончил школу и поступил учиться на факультете «Электрификация промышленности и транспорта» Московского энергетического института (МЭИ). В 1959 году окончил институт, получил специальность «Электротермические установки».
По окончании института работал инженером на заводе «Платиноприбор» (1959—1961, ныне Московский завод электротермического оборудования). В 1961 году поступил в аспирантуру МЭИ, с 1963 года работал в институте ассистентом кафедры «Электротермические установки» МЭИ (в настоящее время это кафедра «Электроснабжение промышленных предприятий и электротехнологий»).
В 1966 году защитил кандидатскую диссертацию, связанную с разработкой методов расчета характеристик электродуговых плазмотронов. В 1988 году защитил докторскую диссертацию на тему: «Устройства для индукционного нагрева ферромагнитной стали». Имеет ученую степень доктора технических наук, с 1991 года — профессор кафедры «Физика электротехнических материалов и автоматизированные электротехнологические комплексы».
Область научных интересов: разработка систем управления работой индукционных плавильных и нагревательных установок, скоростные режимы индукционного нагрева; методы расчета электромагнитного поля в нелинейной ферромагнитной среде; компьютерное моделирование электромагнитных и тепловых процессов в электротермических установках; криорезистивный эффект в индукционных и электродуговых установках; применение токов сложной формы для питания дуговых и электролизных установок.
Результаты его работ используются в системах индукционно-резистивного обогрева трубопроводов. По его разработкам изготовлены индукционные водонагреватели, устройства низкотемпературного индукционного нагрева.
А. Б. Кувалдин имеет около 60 патентов и авторских свидетельств, является автором около 400 научных трудов, членом диссертационных советов МЭИ и Чувашского государственного университета имени И. Н. Ульянова. Под его руководством в разное время было подготовлено и защищено 17 кандидатских и три докторских диссертации.
Член редколлегии четырёхтомной «Электротехнической энциклопедии», член Академии электротехнических наук РФ, состоит в редакции серии монографий «Современные электротехнологии» и журнала «Электрометаллургия».

## Награды и звания
- Заслуженный деятель науки РФ.

## Труды
- Монография «Индукционный нагрев ферромагнитной стали» (1988).
- Монография «Скоростные режимы индукционного нагрева и термонапряжения в изделиях» (2006).